# Existenzbereich
Der Existenzbereich ist der durch Konkurrenz eingeschränkte Bereich der tatsächlichen Präsenz einer Art. Innerhalb ihres Potenzbereiches, d. h. ihrer Toleranz gegenüber Standortfaktoren, wird sie von anderen Arten durch z. B. Konkurrenz in ihren Existenzbereich gedrängt. 
In diesem Bereich oft extremer Standortfaktoren erlangt die Art ihr ökologisches Optimum, weil sie anderen Arten überlegen ist und daher nur dort ihr Existenzoptimum tatsächlich erreichen kann (siehe: ökologische Potenz, Toleranz (Ökologie)). Ein Existenzbereich ist häufig geprägt durch vielfältige Überlagerungen sämtlicher biotischer wie abiotischer Standortfaktoren. Zu den abiotischen Standortfaktoren kommen Interaktionen mit anderen Arten (interspezifische Beziehungen) in einem Ökosystem hinzu, die den Konkurrenzdruck auslösen und maßgeblich für die Bildung von Existenzbereichen sind. 
Der Begriff des Existenzbereichs stellt also keinen Ort dar, also kein Habitat bzw. Biotop, sondern einen Bereich innerhalb mehrerer ökologischer Gradienten (siehe auch Gradient). 

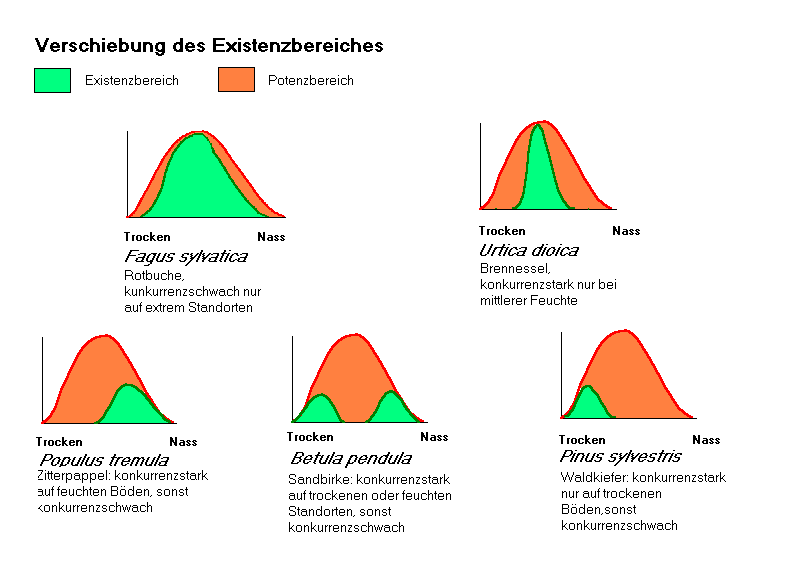
Prinzip der Existenzbereiche: Sandbirke

Bildung des Existenzoptimums der Brennnessel

Man kann häufig beobachten, dass der Existenzbereich einer Art bei Abwesenheit von Räubern und Konkurrenten vergrößert ist und umgekehrt. Konkurrenz, z. B. durch eingeführte allochthone Arten mit ähnlicher, überlappender Ökologischer Nische, führt zu einer Verkleinerung des Existenzbereichs der ursprünglich vorhandenen Art. Dies hat zu den Begriffen fundamentaler und realisierter Existenzbereich geführt.  
- Der fundamentale Existenzbereich beschreibt den durch die Umweltfaktoren definierten n-dimensionalen Raum, in welchem eine Art potentiell lebensfähige Populationen erhalten kann.
- Der realisierte Existenzbereich ist der entsprechende Teilraum, der bei Anwesenheit von Konkurrenten und Räubern besetzt wird.

Wird der realisierte Existenzbereich zu klein, z. B. durch Einschleppung fremder Arten, so kann dies zum Aussterben einer Art führen. 
Die Anzahl möglicher Existenzbereiche eines Ökosystems hängt von den klimatischen oder geographischen Bedingungen sowie von der übrigen Lebensgemeinschaft, der Biozönose, ab. Dementsprechend ist die Artenzahl sehr unterschiedlich. Extreme Lebensräume, wie die Gletscher Grönlands, der Antarktis oder der Hochgebirge bieten engere Existenzbereiche als Urwälder in den Tropen oder Korallenriffe. 
Siehe auch:
- Sukzession
- Ökologische Nische